# Ilija (Bułgaria)
Ilija (bułg. Илия) – wieś w Bułgarii, w obwodzie Kiustendił, w gminie Newestino. Według danych szacunkowych Ujednoliconego Systemu Ewidencji Ludności oraz Usług Administracyjnych dla Ludności, 15 czerwca 2020 roku miejscowość liczyła 33 mieszkańców.

## Osoby związane z miejscowością
- Stojan Aleksandrow (1949) – bułgarski finansista, polityk